# Мимидзука
Мимидзука (яп. 耳塚, «Ушной холм» или «Ушная гробница»), ранее — Ханадзука (яп. 鼻塚, «Носовой курган») — памятник, расположенный в японском городе Киото и посвященный отрезанным носам убитых корейских солдат и гражданских лиц, а также солдат китайских войск династии Мин, взятым в качестве военных трофеев во время Имдинской войны (1592—1598).
Внутри памятника захоронены отрезанные носы по меньшей мере 38 000 корейцев, убитых во время вторжений самураев под предводительством Тоётоми Хидэёси. Храм расположен чуть западнее храма Тоёкуни, синтоистского святилища в память о Хидэёси в Киото.

## История

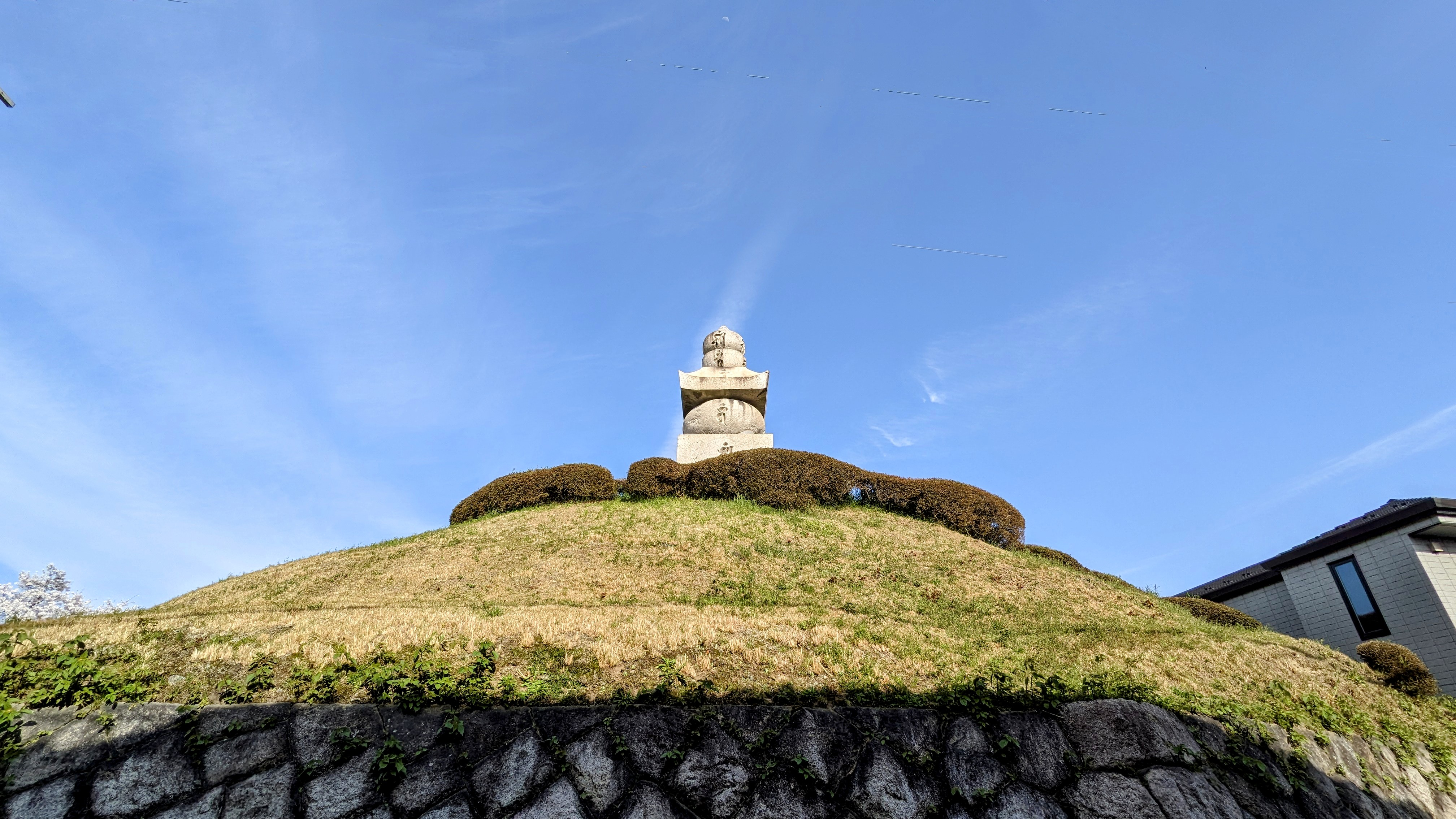
Мимидзука, вид сзади

Традиционно японские воины приносили головы врагов, убитых на поле боя, в качестве доказательства своих деяний. Коллекционирование носов вместо голов стало характерной чертой второго японского вторжения в Корею. Первоначально вознаграждение выплачивалось солдатам их командирами-даймё в зависимости от количества отрубленных голов после их отправки на пункты сбора, где инспекторы тщательно подсчитывали, регистрировали, солили и упаковывали головы, отправлявшиеся в Японию.
Однако из-за количества гражданских лиц, убитых вместе с солдатами, и тесноты на кораблях, перевозивших войска, было гораздо проще просто отправить носы вместо целых голов. Хидэёси особенно настаивал на получении носов людей, убитых его самураями, в качестве доказательства того, что его люди действительно убивали людей в Корее.

Японские хронисты, рассказывающие о второй кампании вторжения, упоминают, что носы и уши, отрезанные у убитых, принадлежали также обычным гражданским лицам, главным образом в провинциях Кёнсан, Чолла и Чхунчхон. Во время второго вторжения приказы Хидэёси были такими:
«Косите всех поголовно, без различия между молодыми и старыми, мужчинами и женщинами, духовенством и мирянами — высокопоставленных солдат на поле боя, это само собой разумеется, но также и жителей холмов, вплоть до самых бедных и подлых — и отправляйте головы в Японию».
160 000 японских солдат отправились в Корею, где они захватили в качестве трофеев 185 738 голов корейцев и 29 014 голов китайцев, в общей сложности 214 752 человека. Поскольку некоторые из них, возможно, были позже выброшены, невозможно точно подсчитать, сколько всего было убито во время войны. Мимидзука была освящена 28 сентября 1597 года.

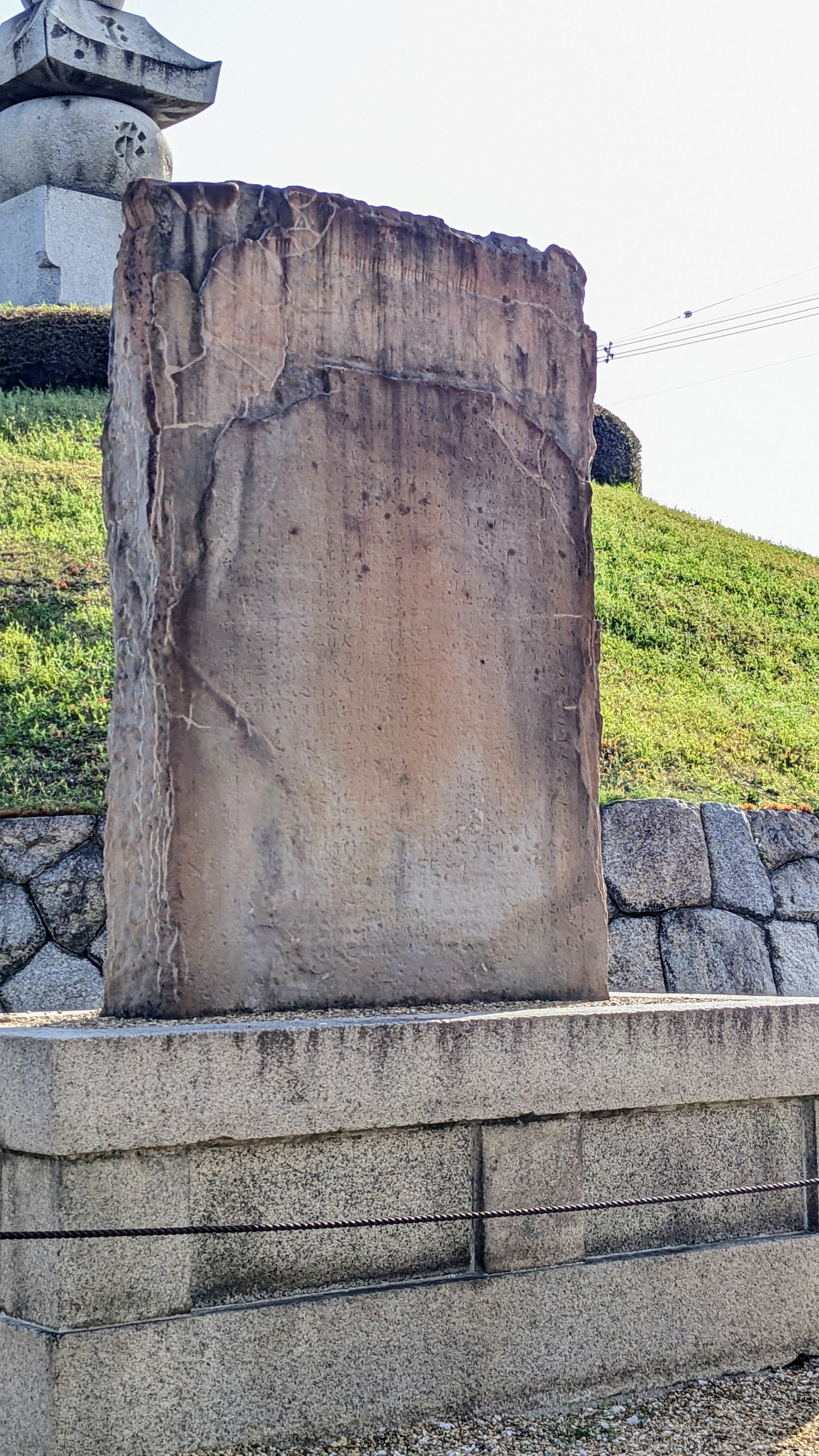
Каменный памятник перед Мимидзукой

Хотя точные причины строительства Мимидзуки до конца не известны, ученые утверждают, что во время второго японского вторжения в Корею в 1597 году Тоетоми Хидэёси потребовал от своих командиров показать свидетельства их воинской доблести, отправив поздравительные письма своим высокопоставленным воинам на местах в качестве доказательства их службы. Затем Хидэёси приказал похоронить реликвии в святилище на территории храма Хокодзи и поручил буддийским священникам молиться за упокой душ десятков тысяч корейцев, из тел которых они вышли; поступок, который главный жрец Сайсе Дзотай (1548—1608) приветствовал бы как знак «великого милосердия и сострадания» Хидэёси.
Первоначально святилище было известно как Ханадзука (яп. 鼻塚, Носовой курган), однако несколько десятилетий спустя это название стало рассматриваться как слишком жестоко звучащее и было изменено на более благозвучное, но неточное Мимидзука (яп. 耳塚, Ушной холм), под которым оно известно многим и в настоящее время. Другие носовые гробницы, датируемые тем же периодом, найдены в других местах Японии, например, в Окаяме.

## Влияние на современные международные отношения

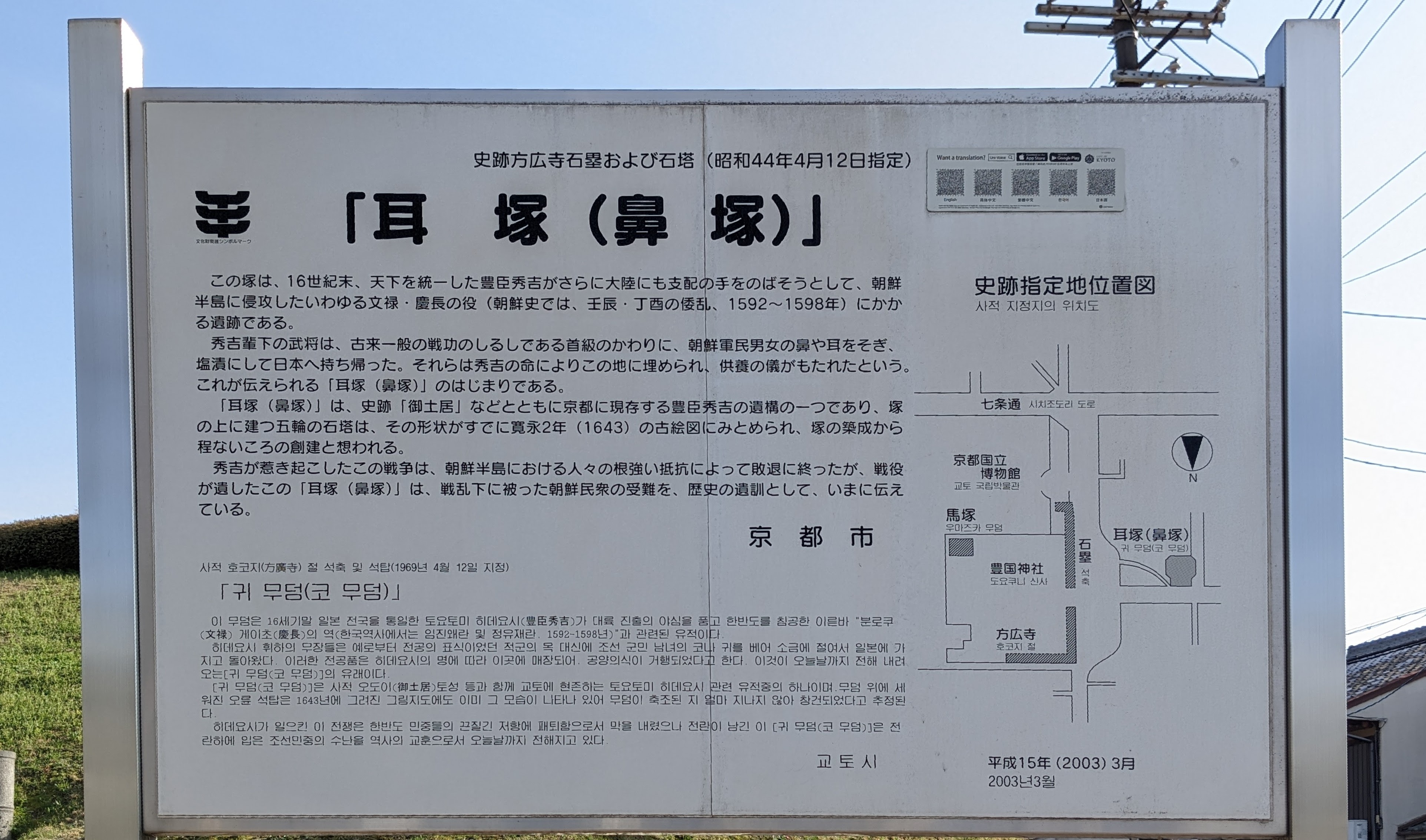
Двуязычный информационный стенд на японском и корейском, установленный перед Мимидзукой

Мимидзука практически неизвестна японцам, в отличие от корейцев. Британский историк Стивен Тернбулл назвал Мимидзуку «наименее упоминаемой и чаще всего избегаемой туристами достопримечательностью Киото».
В 1960-х годах перед памятником стояла мемориальная доска, которая позже была снята, с надписью: «Нельзя сказать, что отрезание носов было таким жестоким по меркам того времени».
В большинстве путеводителей Мимидзука не упоминается, и лишь немногие японские или иностранные путешественники посещают это место. Большинство приезжающих туристов — корейцы, корейские туристические автобусы часто можно увидеть припаркованными возле Мимидзуки. По данным на 1982 год ни в одном японском школьном учебнике о Мимидзуке не упоминалось.
По состоянию на 1997 год памятник упоминается примерно в половине всех школьных учебников истории, согласно заявлению Сигео Симоямы, сотрудника издательской компании «Jikkyo». Издательство выпустило первый учебник, в котором упоминается Мимидзука, в середине 1980-х годов.
Министерство образования Японии в то время выступило против описания памятника в учебнике как «слишком яркого» и оказало давление на издателя, чтобы он смягчил тон, а также похвалил Хидэёси за то, что он религиозно посвятил Мимидзуку захоронению духов убитых людей.
В 1970-х годах при президентстве Пак Чон Хи ряд чиновников южнокорейского правительства несколько раз обращался к властям Японии с просьбой о сносе памятника. Однако большинство южнокорейцев выступили против этого, заявив, что Мимидзука должна остаться в Японии как напоминание об ужасах прошлого.

### Попытка возвращения памятника в Корею и его современное состояние

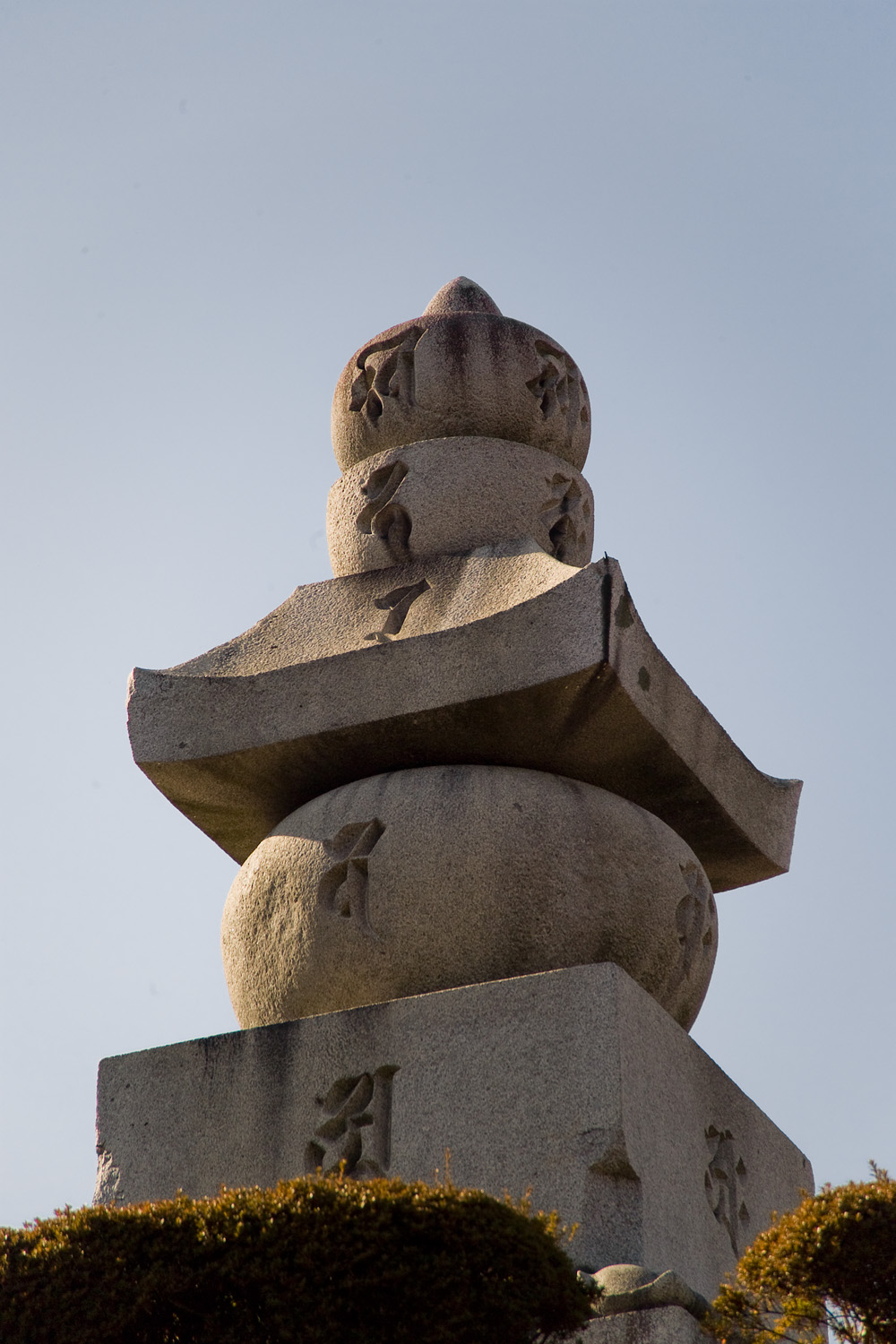
Вершина Мимидзуки

В 1990 году корейский буддийский монах Пак Сам Чжун посетил Киото и при поддержке частной местной благотворительной организации совершил церемонию перед гробницей с целью успокоить обитающих там духов и направить их в Корею. В течение следующих шести лет общественники проводили кампанию по отправке памятника в Корею, направив петицию с двадцатью тысячами подписей городским властям Киото и пообещав взять на себя все расходы по раскопкам содержимого гробницы и отправке его в Корею вместе с девятью другими захоронениями, однако необходимое разрешение на перемещение памятника от японского правительства получено не было. Было решено, что, как официально признанная национальным культурным достоянием, гробница должна остаться там, где она была ранее.
Финансирования со стороны правительства недостаточно для стабильного ухода за мемориалом, ввиду чего за ним на добровольной основе следят местные жители, которые регулярно стригут траву и приводят в порядок территорию вокруг Мимидзуки. 28 сентября 1997 года, в 400-ю годовщину со дня создания Мимидзуки, была проведена религиозная церемония в память о погибших, на которой присутствовали люди всех национальностей и вероисповеданий. Смотрителем Мимидзуки с 2009 года является Симидзу Сиро (яп. 清水四郎).